# Mandalay Bay Convention Center

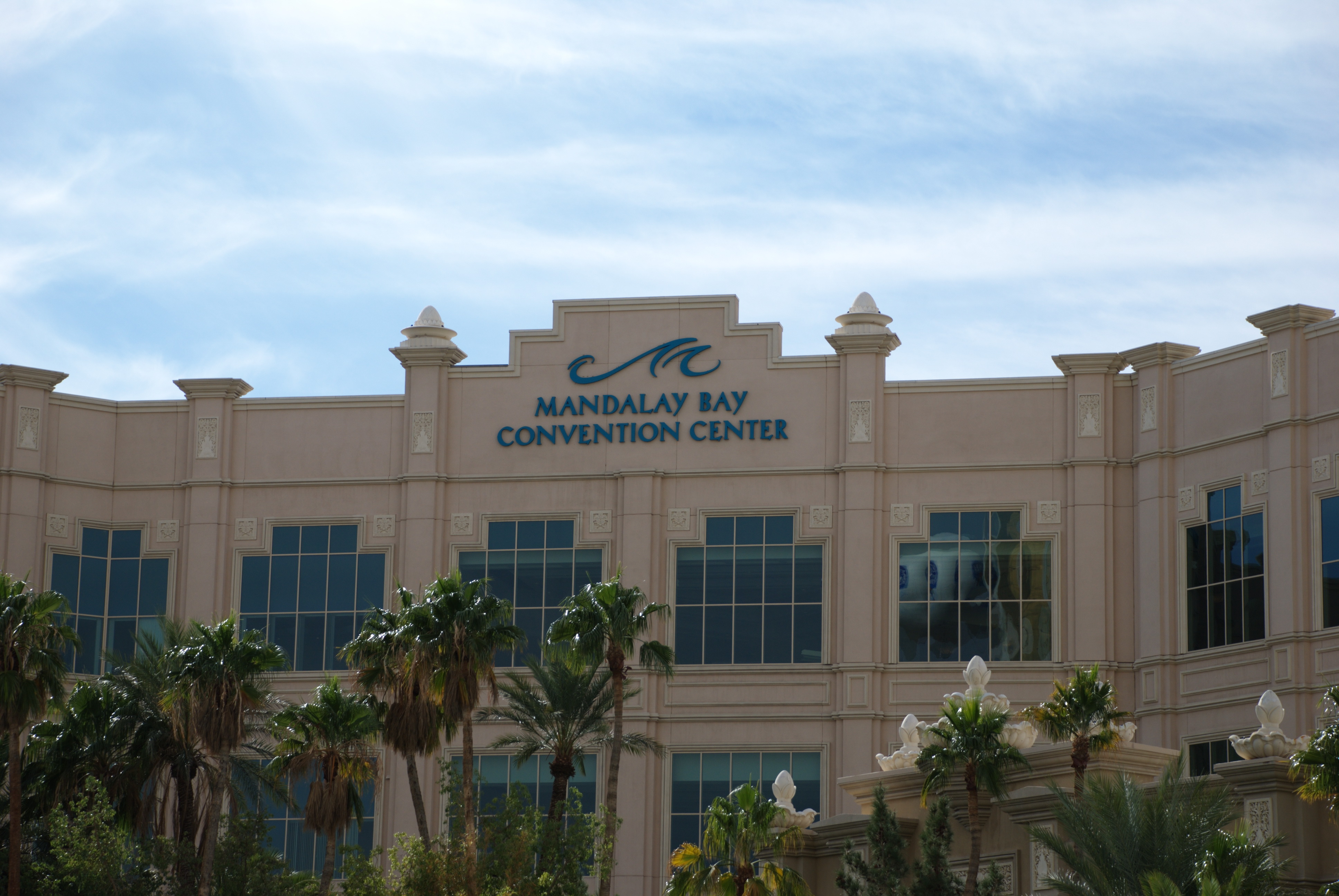
Fotografía del Centro de Convenciones Mandalay Bay.

El Centro de convenciones del Mandalay Bay, en Las Vegas, es uno de los centros de convenciones privados más grandes del mundo. El centro de convenciones, de 92.900 metros cuadrados, está gestionado por MGM Mirage. Se encuentra dentro del hotel Mandalay Bay Resort and Casino y está junto al Mandalay Bay Events Center. Tiene capacidad para que se celebren en él hasta 70 eventos simultáneos. Entre los muchos salones que tiene, el más grande es de 9.299 metros cuadrados. 

## Historia
Cuando se inauguró en enero del 2003, fue el 5º centro de convenciones más grande en los Estados Unidos.